# 奈倫冰川
奈倫冰川（英語：Nylen Glacier），是南極洲的冰川，位於維多利亞地，流經施拉特冰川和方丹冰川之間，處於阿斯加德山脈地區，以美國探險隊地質學家命名，現時由南極條約體系管理。